# Borghild Arnesen
Borghild Arnesen née le 30 avril 1872 à Sarpsborg (Norvège) et morte le 2 septembre 1950 à Oslo est une artiste peintre et orfèvre norvégienne.

## Biographie
Arrivée à Paris, Borghild Arnesen fréquente l'Académie Delécluse de 1895 à 1898 au 84, rue Notre-Dame-des-Champs. Vers le mois de septembre 1899, elle se présente chez Armand Point qui dirige le logis de Haute Claire à Marlotte. Elle devient son élève, puis sa maîtresse.
Avec Armand Point, elle traduit Voelund, le forgeron, un drame en 4 actes d'Holger Drachmann en 1900. La même année, elle obtient une mention honorable à l'Exposition universelle à Paris.
Elle participe à l'Internationale Kunstausstellung de Dresde en 1901, ainsi qu'au Salon d'automne en 1904 et 1905.
Elle travaille le cuivre repoussé.

## Œuvres dans les collections publiques
- Oslo, Musée national de l'Art, de l'Architecture et du Design.

## Salons et expositions
- 1897-1899  : Hostuts, Oslo
- 1899 : Salon du Champ-de-Mars, Paris
- 1900 : Exposition universelle de Paris
- 1901 : Internationale Kunstausstellung de Dresde
- 1901 : Hostuts, Oslo
- 1903 : Atelier Haute Claire,
- 1903 : Blomqvists Kunsthandel, Oslo
- 21 mai 1904 : exposition avec Viala[1]
- 1904 : Atelier Haute Claire
- 1904 : Hostuts, Oslo
- 1904 : Hallens Kunstandel, Stockholm
- 1904 : Salon d'automne, Paris
- 1905 : Salon d'automne,  Paris
- 1905 : exposition à Hambourg
- 1905 : Hostuts, Oslo
- 1906 : Hans Wertheim, Berlin
- 1906 : Art Kristiana
- 1907 : Norks Kunstindustri, Kristiana
- 1909 : galerie Georges Petit, Paris
- 1911 : Blomqvists Kunsthandel, Oslo
- 1923 : Salon des artistes français, Paris
- 1927 : exposition à Paris
- 1928 : Blomqvists Kunsthandel, Oslo
- 1946 : Blomqvists Kunsthandel, Oslo.

## Réception critique
- Gabriel Boissy « Elle possède un métier sévère- pas assez féminin, mais elle manque d'imagination. Il faut la louer beaucoup pour son Page qui veut ignorer les contradictions plastiques entre l'Allemagne et l'Italie, la louer encore pour ses portraits, et moins pour ses Intérieurs. Il lui serait profitable de serrer son exécution et son dessin dans l'objet d'art par crainte de la dinanderie, et , dans sa faune de ne pas sacrifier le rythme à la fantaisie. Son Coffret est une erreur parce que sur une faune moyen ageuse, courent en motifs d'ornements les plus bizarres, ménageries, ils sont en desharmonie avec l'élévation géométrale. Mademoiselle Arnesen oublie que le contrepoint est plus dangereux que la composition originale, ainsi son Miroir, et ses Boucles d'oreilles, personnels et sobres sont parmi ses meilleurs essais[2]. »